# Fricassée
Pour l’article ayant un titre homophone, voir Fricassé.
La fricassée est une préparation culinaire, qui consiste à faire sauter une viande avec un corps gras. La cuisson se fait à découvert, et on peut lier la sauce,. Il y a, dans la cuisine classique française, de nombreuses recettes de fricassée de poulet, mais aussi de veau ou d'agneau. Certaines variétés régionales se déclinent à base de poissons, mollusques, ainsi que de porc, sanglier ou bœuf.

## Préparation
La sauce d'une fricassée peut être épaissie avec de la crème, garnie de petits oignons glacés et de champignons légèrement cuits. Aujourd’hui, une garniture aromatique est ajoutée à la viande découpée en morceaux qui est sautée à basse température sans brunir. La viande est alors singée avant d’être mitonnée dans un fond blanc.
D'un point de vue culinaire, le blanc se distingue toutefois de la préparation classique de la fricassée, la différence se situant en premier lieu au niveau des méthodes de cuisson et de la liaison,. Le point commun est la finition avec liaison, et, de temps en temps, le fait de saisir légèrement la viande, de sorte que les morceaux restent néanmoins clairs.

## Variantes

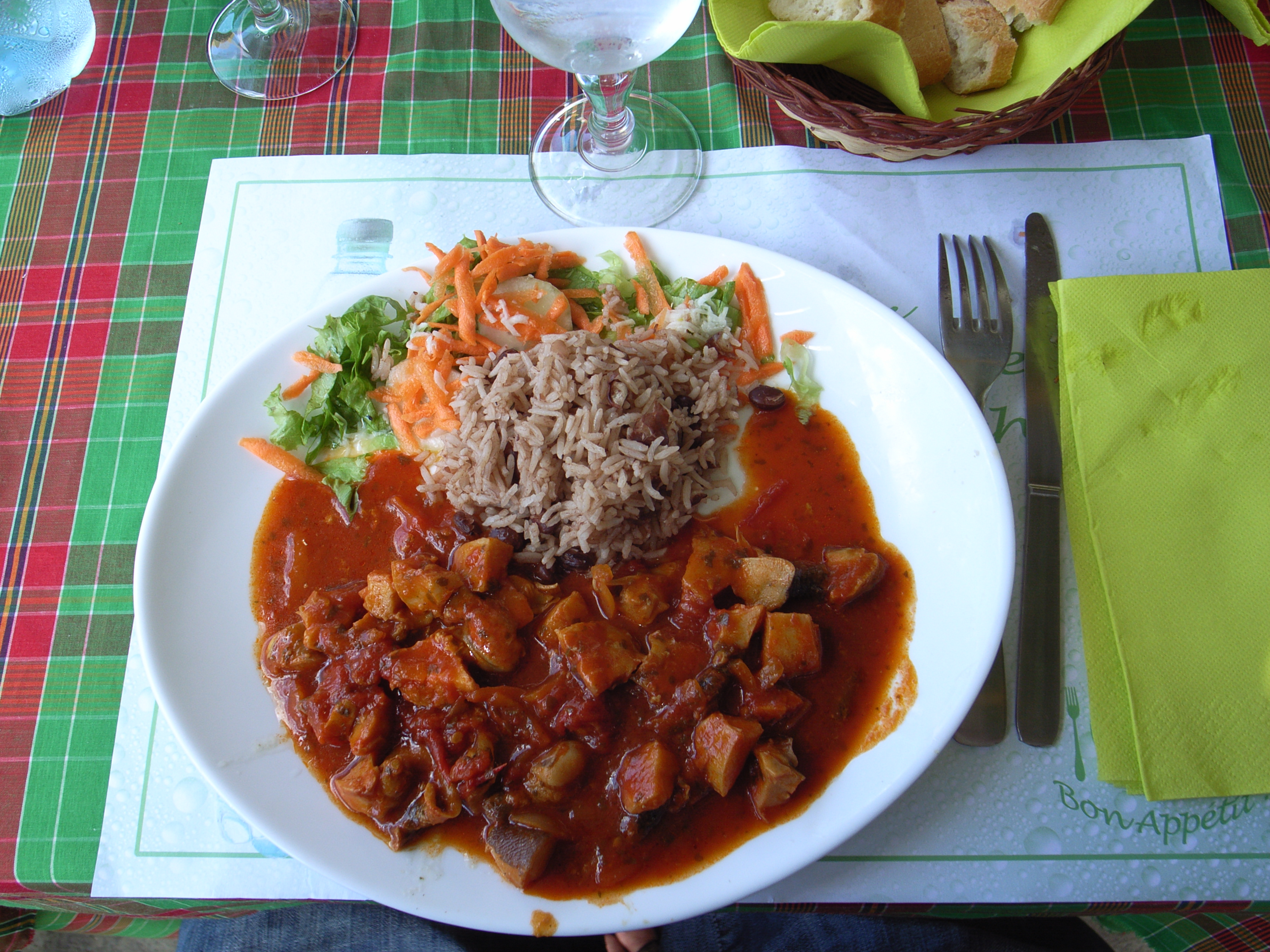
Fricassée de lambi.

Le terme de « fricassée » peut également désigner diverses sortes de ragoûts de poulet, de lapin, de porc (comme la fricassée genevoise), de crustacés, de poisson ou de légumes dans une sauce blanche ou brune. Le terme de « fricassée » a fini, avec le temps, par dégénérer en « fricot » qui désigne, en langage populaire, un plat simple mais fort goûteux.
Le caïon est le nom donné à une spécialité culinaire savoyarde, à base de porc mariné, puis saisi et mijoté. On parle également de fricassée de caïon ou fricacha de caïon.
Le fréginat (« fricassée » en français) est un plat traditionnel, typique des villages du massif des Corbières. Il était traditionnellement réalisé avec du sanglier ou lors de la « tuade du cochon », mais de nos jours le porc est privilégié, au détriment du sanglier qui est devenu une viande de jour de fête.
La fricassée au tourain est une soupe de lard et d'oseille traditionnelle dans le Limousin. Dans sa composition entrent lard coupé en dés, oseille et un assaisonnement d'oignons.
En Belgique, une fricassée est un œuf sur le plat servi avec du lard.
En Guyane, la fricassée est une viande (généralement du gibier) marinée (vinaigre, jus de citron, ail, oignon, ciboulette et épices : thym, piment, sel, poivre, bois d'Inde, girofle, gingembre...), dorée à l'huile (ou dans un caramel) puis mijotée dans sa marinade (éventuellement avec de la sauce de soja).
Au Pérou et en Bolivie, on compte la fricassée de porc (fricasé de cerdo), populairement appelée fricassée de chancho, ou simplement fricassée, est un plat traditionnel de la région.

## Photographies

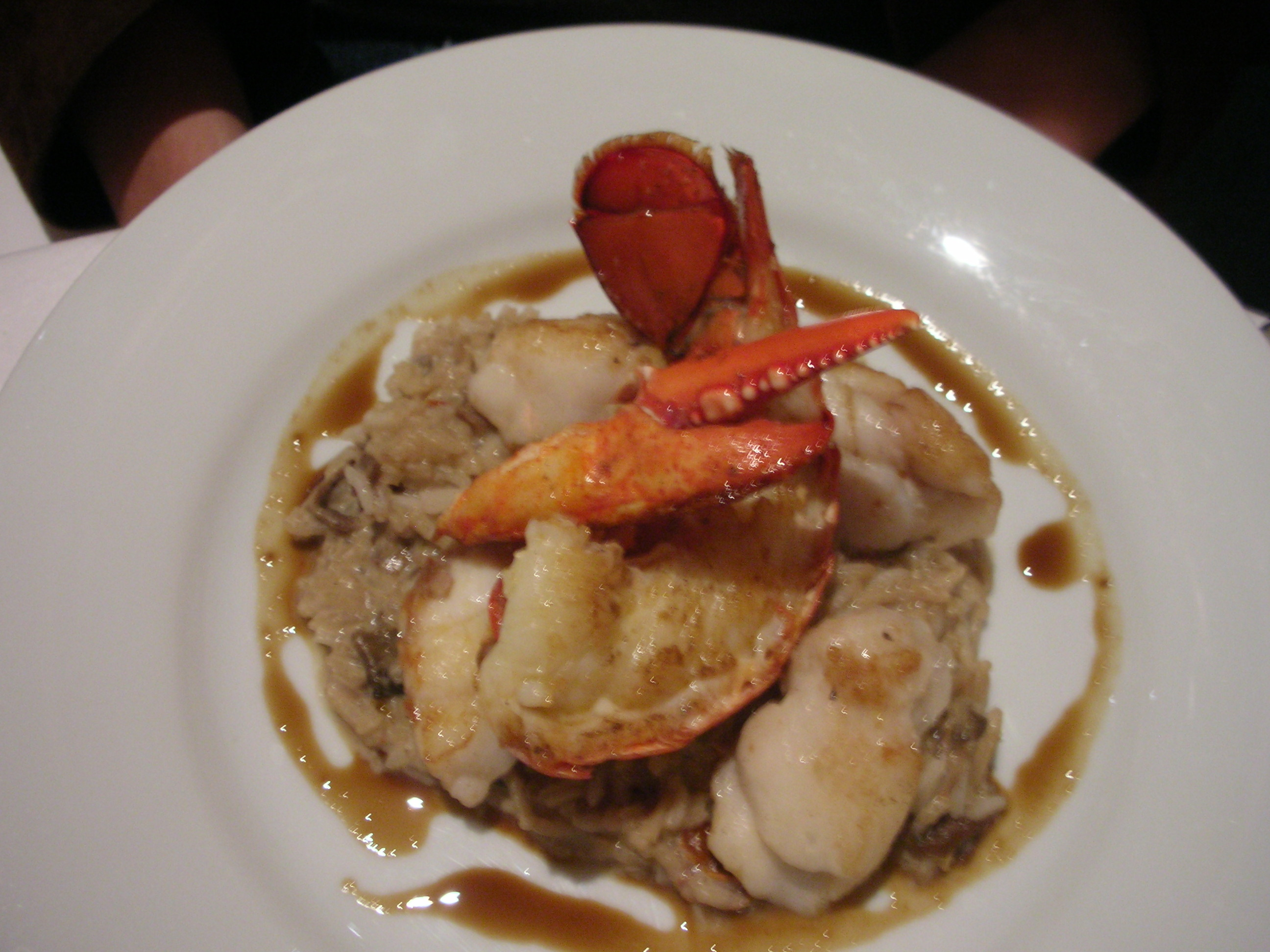
Fricassée de la mer, homard, lotte et caramel de homard.
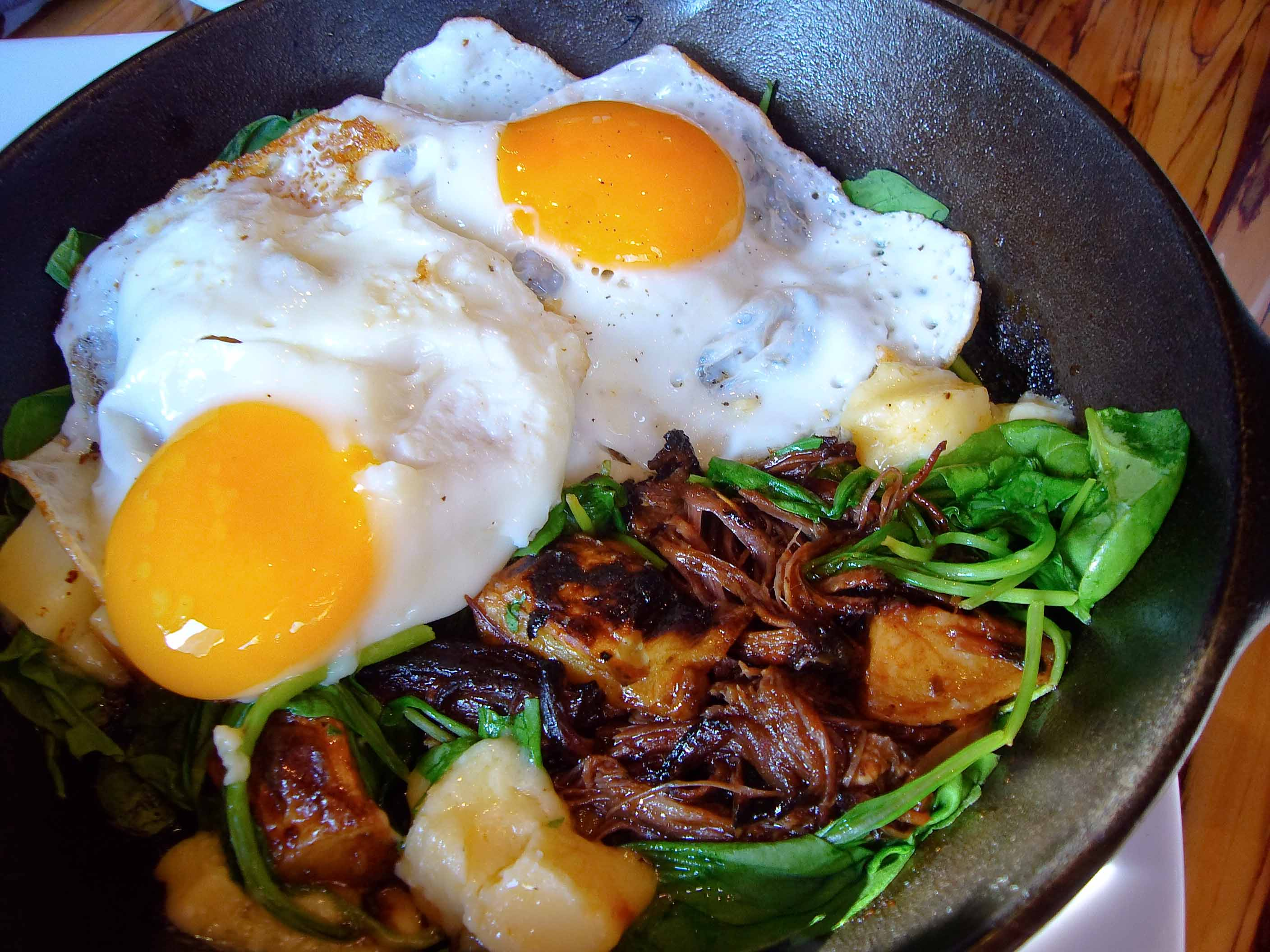
Fricassée belge, œufs sur le plat servi avec du lard grillé.
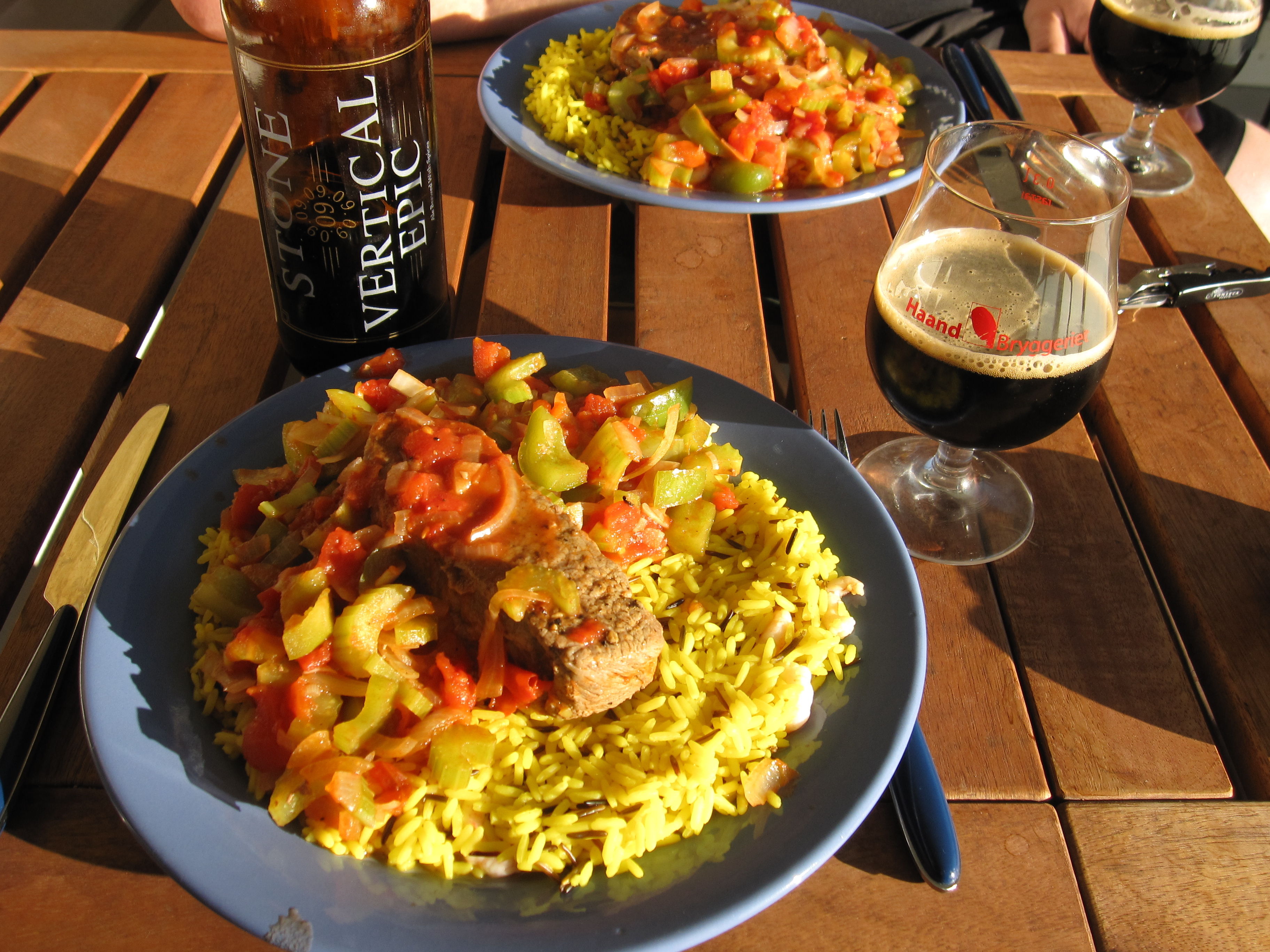
Fricassée guyanaise, fricassée de bœuf au riz créole.